# Tectaria wightii
Tectaria wightii är en ormbunkeart som först beskrevs av C. B. Cl., och fick sitt nu gällande namn av Ren-Chang Ching. Tectaria wightii ingår i släktet Tectaria och familjen Tectariaceae. Inga underarter finns listade.